# Frans Post
Frans Janszoon Post (Leyden, 1612 — Haarlem, 17 de fevereiro de 1680) foi um pintor neerlandês. Atuou durante O Século de Ouro nos Países Baixos, e foi o primeiro artista a pintar panoramas nas Américas.  
Junto com Albert Eckhout, é considerado um importante artista holandês a serviço de Nassau na comitiva que o acompanhou ao Nordeste do Brasil em meados do século XVII.

## Biografia

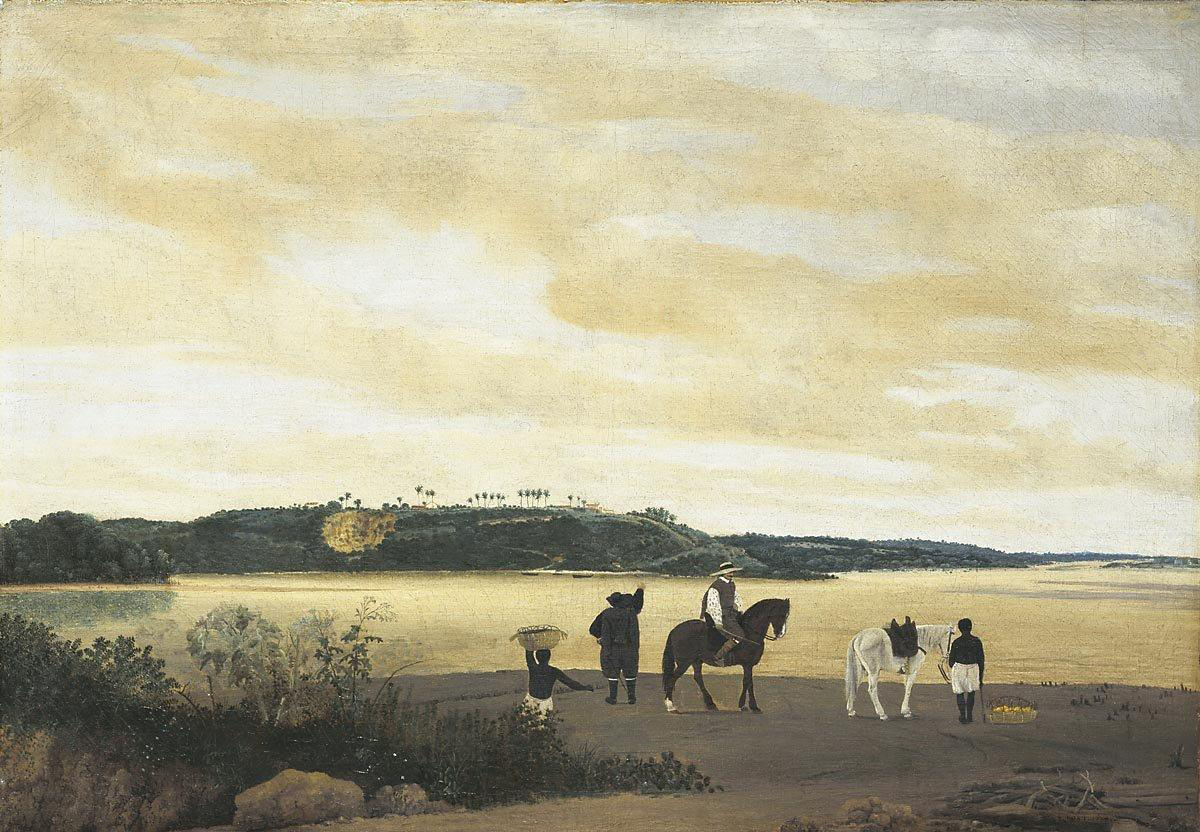
Vista de Itamaracá, realizado por Frans Post em 1637, é considerado a pintura feita por um pintor profissional mais antiga das Américas.

Pouco se sabe sobre a vida de Frans Post. A principal fonte de informação é a obra "Groote Schouburgh der Konstschildeus em Schilderessen" (1719) de Arnold Houbraken. Esta, por sua vez, foi baseada em diversas biografias, registros de corporações e igrejas, e também anedotas e episódios de pintores neerlandeses da época em que viviam nos Países Baixos em fins do século XVII, com quem teve contato pessoal. O que apareceu nos léxicos de artistas de Immerzeel a Thieme-Becker sobre Post é repetição das magras informações de Houbraker. A contribuição de Thieme-Becker foi ter juntado alguns dados novos e trazido uma lista mais extensa de quadros.

Frans Post, o terceiro filho do casal Jan Janszoon Post e Francyntie Peters, nasceu em 1612 em Leyden, nos Países Baixos. Seu pai e mãe eram provenientes de Leyden. Casaram-se em 1604 e mudaram-se para Haarlem onde Jan Jansz pintava vitrais. O primogênito do casal foi Pieter, nascido em 1608. O segundo é Anthoni, de 1610 e a última Johanna, que nascera pouco antes do pai falecer, em novembro de 1614. Sua mãe casou-se novamente em 1620 com Harman van Warden, que foi mau marido e abandonou o lar pouco depois. Que escolas o jovem Frans freqüentou e com quem aprendeu a pintar não se sabe. Segundo Houbraken, dedicou-se à profissão do pai até a partida para o Brasil, devido ao convite feito a ele para retratar o país.

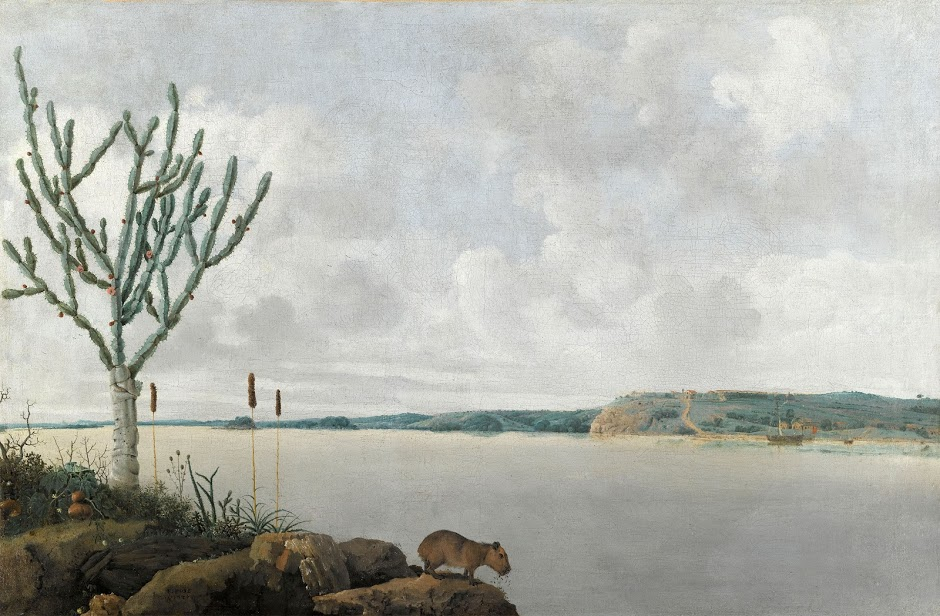
Rio São Francisco - Frans Post

Das suas atividades no Brasil, o mais importante depoimento é, contudo, o livro famoso para o qual Frans desenhou numerosas vistas de portos e fortificações, do Maranhão à Bahia. Embora datados de 1645, ou seja, depois do seu regresso à Europa, mostram tal segurança e exatidão topográfica que deixam bem claro terem sido copiados de telas ou esboços feitos d’après nature.
Durante a sua estadia no Brasil só existem sete quadros. São as vistas de Itamaracá, de Porto Calvo, do Forte dos Reis Magos, do rio São Francisco, da ilha de Antônio Vaz e A vista da Igreja de São Cosme e São Damião em Igarassu, pintados do natural. Um oitavo e mencionado em catálogos de leilões do século XVIII, correspondendo à prancha do Palácio das Torres. Seria estranho que durante sete anos não tivesse Post produzido mais.
Em julho de 1644 estava de volta a Haarlem, fixando-se em Smeetstraat. Casou-se no dia 27 de março de 1650, na Igreja de Sandvoort, com Jannetye Bogaret, também de Haarlem, residente em Koninckstraat, filha do professor Salomon Bogaert. Faleceu Jannetye a 7 de agosto de 1664, deixando-lhe três filhos: Anthoni, Jan e Rachel. Post morreu em 18 de fevereiro de 1680 e foi enterrado no Groote-Kerk de Haarlem.

## A obra

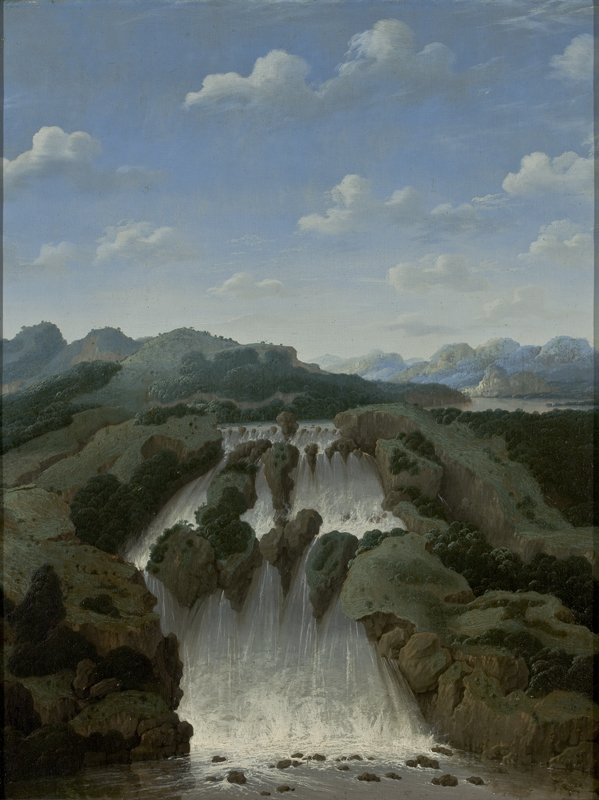
Cachoeira de Paulo Afonso, 1649

A pintura de gênero (pintura de genre), holandesa por excelência, romana da arte da iluminura e das gravuras góticas em madeira. Daí herdar sua escala reduzida e ingênua minuciosodade, quando transposta para o óleo. Também a escola paisagista descende da mesma arte miniaturista, tal como a flamenga sua vizinha, que a precedeu, representada pelos Brueghel e seus corifeus, mas da qual se emanciparia, no século XVII, brusca e triunfalmente. Não houve, pode-se dizer, primitivos nos Países Baixos. De uns raros praticantes, incluídos, aliás, entre os flamengos, desabrocha de uma feita a arte neerlandesa, à sua plenitude e firma o seu caráter fortemente nacional.
Sobravam-lhe, sem dúvida, elementos para essa pronta autonomia. Conquistada a sua independência contra a tirania espanhola, com uma inclinação, toda protestante, para as artes domésticas, toma o neerlandês o seu país por assunto e dedica-se de corpo e alma à pintura.
Ao passo que na iluminura a paisagem era apenas um acessório, pano de fundo para as cenas representadas, sem vida ou significado próprio, a observação dos céus nublados, o jogo do claro-escuro, tornaram-se o principal tema do artista, que assim adquiria um instrumento mais apto a exprimir-lhe as emoções, ao reproduzir na tela os campos e moinhos, as barcas bojudas que povoam os rios, as harmonias que os seus olhos surpreendiam nos crepúsculos primaveris ou de inverno. É na obra de Vroom que primeiro assistimos a essa transição do céu límpido da iluminura para céus mais realísticos de quem observa a natureza.
A parte vital, por assim dizer, da paisagem neerlandesa foi a percepção que ela teve do efeito do céu sobre o mar e sobre a terra e da inter-relação da luz com as nuvens, que lhe imprime a sensação de fluidez e de movimento incessante.
Dos cento e poucos quadros de Post, até agora conhecidos, trinta e dois são assinados e datados, e quarenta, apenas assinados. Pelos primeiros é possível acompanhar a evolução do artista.
As datas limites são 1633 - quando Post tinha 21 anos - e 1669, em que contava 57, dentro todas do grande século da pintura neerlandesa e particularmente, da escola de Haarlem.
Poucos quadros são a este atribuídos anteriores à sua partida para o Brasil. De certo, só se conhece, assinada e datada de 1633, uma paisagem rural neerlandesa, que revela desde logo as qualidades que marcarão a sua obra: observação exata, sentido da composição e sobriedade do colorido.

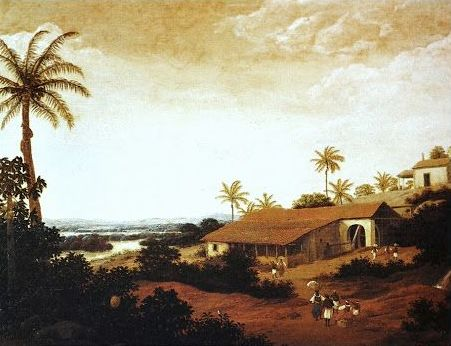
Engenho com capela - Frans Post

Quando isolado dos seus contemporâneos, fiel embora às linhas mestras da pintura neerlandesa - o sentimento do espaço e a preponderância do céu - Post, em plena mocidade, deixa-se dominar pela novidade do ambiente. Transportado de chofre para uma paisagem virgem, tal como o seu companheiro Eckhout, impressiona-se com o cenário, aplica toda a sua probidade a fixar objetivamente na tela, os aspectos inéditos dos trópicos. Destaca, com rigoroso desenho, os coqueiros e mamoeiros, as plantas caprichosas, os bichos estranhos, todo um mundo de sensações novas que excitam a sua curiosidade dos temas, o tratamento minucioso das árvores, a ingenuidade e o caráter curiosamente moderno.
De regresso a Haarlem, Post trabalhou na instalação da obra histórica de Caspar Barlaeus. Terá sido essa honrosa incumbência, qual a de elaborar trinta e tantos desenhos, ocupando-o durante o ano de 1645, que firmou a sua vocação de especialista em paisagens brasileiros, na qual se comprazia toda a vida.
A partir da entrada para o Gilde, a maneira de Post transformou-se. A composição permanece a mesma, mas o repossuir do primeiro avoluma-se em tufos espessos, povoados de animais e salpicados de notas exóticas - pássaros ou gravatás - um arranjo de cenário, em que sobressai de mulado, a palmeira ou o mamoeiro, para acentuar a cor local e a autenticidade. Emprega uma grama mais variada de tons. Concentra a luz sobre o fundo da paisagem. As figuras, em escala menor, perdem a rigidez contrafeita, espalhando-se pelo quadro, indicadas com pinceladas rápidas e nervosas, como os perfis das palmeiras que se esfumam contra horizontes mais luminosos. O que a sua obra perde em originalidade e força, ao amaneirar-se deste modo, ganha em mestria e virtuosismo.
Com preocupação bem neerlandesa de retratar a fisionomia do país e, graças a uma invejável memória visual, executa anos a fio, na calma de seu atelier, variações nostálgicas sobre motivos colhidos in loco. Transpõe e combina esses elementos ao léo da sua fantasia. Constituído o estoque de fórmulas, modifica-se à vontade, mas os quadros filiam-se uns aos outros, repetem-se a miúde, processo comum aos paisagistas neerlandeses, haja vista os inúmeros moinhos de Hobbema, as cascatas de Ruisdael. Sob esse aspecto, sua obra apresenta mesmo uma variedade que não é frequente entre os pintores de todas as épocas.
Post pintava com pinceladas ligeiras. Só as folhas das árvores destacam-se recortadas com um pouco mais de impasto. Irradiam em todas as direções, subtraídas à ação do vento. É certo que ele preferia representar no primeiro plano as ramagens duras da flora de caatinga. As folhas do mamoeiro são as que melhor lhe saem: empastadas, reluzentes, em relevo sobre o resto da vegetação.
A preparação da madeira era feita com pincel fino e a camada preliminar nem sempre branca, o que concorreu para escurecer com o tempo muitos quadros. Alguns parecem pintados diretamente sobra a madeira, tão ligeira era essa camada, que lhe deixa ver os veios. Tal foi, aliás, a maneira de pintar do tempo - apogeu da arte holandesa - que assegurava a regularidade da superfície, uma das exigências acadêmicas.
O desenho é sempre perfeito e sólido, a composição é que muitas vezes perde a verossimilhança, resultando os acessórios mal arrumados na paisagem. Post abusava desses recursos. Mais de uma agradável composição foi prejudicada pelo excesso de lagartos e tatus, pelas cobras que engolem gambás, ingenuidades que fazem sorrir e perturbam a serenidade da paisagem. As figurinhas porém dão vida à composição com suas notas álacres, pequeninas cenas "de genre".
Post criou uma maneira pessoal, bem caracterizada na sua madureza. Firmando ela, assumiu a obra uma homogeneidade que se assinala pelo verde-azulado da vegetação longínqua, que tão bem acentua a sensação de perspectiva aérea.
Viveu o mestre à margem dos grandes neerlandeses: Seghers, Ruisdael, van Goyen, que, ao redor de Rembrandt, levaram como ele vidas atribuladas.
Burguês de quatro costados, com o ganha-pão assegurado, faltou-lhe o senso da emoção e do drama, para adquirir a largueza e o domínio do espaço daqueles artistas. Ficou post alheio à irradiação todo poderosa do mestre de Amsterdam. Os pintores com os quais mais se aparenta são Koninck, cujos quadros apresentam as mesmas planícies verdes, flutuando no horizonte, e van der Hazen, de quem terá imitado a concatenação das ondulações do terreno e das matas, de modo a formar a alternância regular de manchas claras e escuras, características da sua obra final.
O ano de 1669, do último quadro datado, não encerra certamente a carreira de Post, nem corresponde a uma fase que se possa chamar de decadência, mas em que a paleta do pintor se torna mais sutil e retrocede aos tons intensos e esmaltados da escola flamenga, com a típica coloração azul de Breughel de Velours. Contra céus de cobalto, destacam-se nimbus luminosos e horizontes avermelhados. A paisagem suave e macia está bem longe do realismo dos primeiros trabalhos. Sua pincelada, cada vez mais tênue, estabelece as relações entre os acidentes naturais, o céu e as nuvens, no mesmo gesto horizontal; palmeiras lânguidas frisam a nota sentimental.

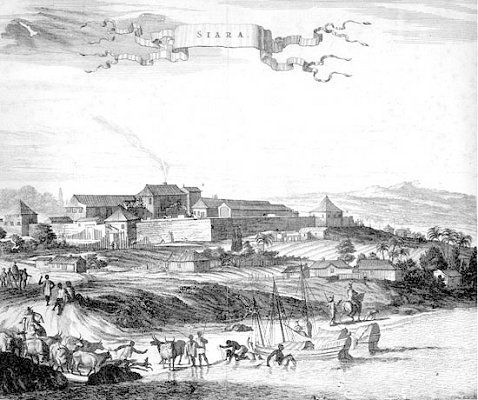
Fortaleza de São Sebastião, 1613

Até o fim, foi Post aperfeiçoando a sua técnica, apurando suas faculdades pictóricas. As obras dessa fase final são das que revelam mais sensibilidade. Enquanto sua preocupação dominante fora a reconstituição do quadro exótico, o maior mérito do artista consistia na perfeição linear, na exatidão topográfica à medida que melhor apreende a mútua penetração da cor, da luz e da forma, não é mais o contorno de cada elemento que destaca, senão a lírica interpretação da paisagem. Na atmosfera se fundem, em perfeito idílio, terra, ar e água. As suaves graduações da luz escondem a precisão das perspectivas, unindo com segura contextura as colinas distantes e a massa vegetal do primeiro plano. A paisagem pernambucana, estilizada, espiritualiza-se no quadro sobre a bruma da Varzea, noutra quintessência do período azul que é o lindo quadrinho de 1669 da coleção Greg.
Se os quadros da segunda maneira não tem o valor topográfico dos da primeira, não passando de variações sobre motivos brasileiros, são contudo uma reconstituição fiel das atividades em torno do "banguê" e da cultura da zona da Mata, em Pernambuco, Post entra para a história como o pintor por excelência do açúcar.
A maior parte dos quadros de Franz encontra-se no Brasil: na cidade do Recife computam-se dezessete no Instituto Ricardo Brennand (a maior colecção do artista no mundo, abrangendo todas as fases de sua produção), e cinco divididos entre o Museu do Estado de Pernambuco, o Instituto Arqueológico, Histórico e Geográfico Pernambucano e o Palácio do Governo de Pernambuco; existem quadros ainda no Museu Nacional de Belas Artes do Rio de Janeiro, na Fundação Maria Luísa e Oscar Americano, na Fundação Pimenta Camargo e no Museu de Arte de São Paulo, estes na cidade de São Paulo, e no Ministério das Relações Exteriores, em Brasília.
Nos Países Baixos, podem ser encontrados quadros do artista na Mauritshuis da Haia ("Vista da Ilha de Itamaracá"), no Rijksmuseum de Amsterdam ("Ruínas da Sé de Olinda") e no Boijmans van Beuningen de Rotterdam ("O Engenho" e "O sacrifício de Manoah", uma pintura com tema bíblico mas fundo de paisagem brasileira). Na França, existe exemplar no Louvre, em Paris, e na Grã-Bretanha, no British Museum, em Londres.

## Obras mais conhecidas
- Ilha de Itamaracá (1637)
- Forte Frederick Hendrik (1640)
- Cachoeira de Paulo Afonso' (1649)
- Paisagem das Vizinhanças de Pernambuco (1669)